# Ḩoseynābād-e Ābshūr
Ḩoseynābād-e Ābshūr (persiska: حسین آباد آبشور) är en ort i Iran.   Den ligger i provinsen Kerman, i den sydöstra delen av landet, 1 100 km sydost om huvudstaden Teheran. Ḩoseynābād-e Ābshūr ligger 655 meter över havet och antalet invånare är 528.
Terrängen runt Ḩoseynābād-e Ābshūr är platt. Runt Ḩoseynābād-e Ābshūr är det glesbefolkat, med 14 invånare per kvadratkilometer. Närmaste större samhälle är Shaltūkābād, 12,0 km nordväst om Ḩoseynābād-e Ābshūr. Trakten runt Ḩoseynābād-e Ābshūr är ofruktbar med lite eller ingen växtlighet.